# 蜀王本纪
蜀王本纪又稱蜀本紀、蜀紀、蜀記，是據稱揚雄編撰的一本蜀地編年史著作，不過《漢書·藝文志》沒有提及，《隋書·經籍志》有提及。徐中舒認為該書作者並未是揚雄而是後人偽作，並提出譙周可能是實際作者。也有人認為作者是祝元靈。
此书记录了蚕丛、柏灌、鱼凫、杜宇、鳖灵等古蜀君主的相关神话以及五丁开山、秦惠王伐蜀、老子出关、李冰治水等故事。該書一直記載至漢宣帝地节年间。蜀王本纪在宋朝後失傳，現有佚文，大多是由唐朝、宋朝人引用的蜀王本紀文字。